# Transposase
Unter einer Transposase versteht man ein Enzym, das seine eigene codierende DNA-Sequenz über die Endonuklease-Funktion mit umliegenden Bereichen herausschneiden (konservative Transposition) oder über Replikation kopieren (replikative Transposition) und anschließend in einen anderen DNA-Bereich wieder integrieren kann. Transposasen binden an passende einzelsträngige DNA, die von zwei gegenläufigen, mehr oder weniger identischen Sequenzen (engl. inverted repeats) umgeben sein muss.

Da die Transposase somit Nukleotide transferiert, wird sie zu den Nukleotidyltransferasen (EC-Nummer 2.7.7) gerechnet.
DNA-Bereiche, die für eine Transposase kodieren und von inverted repeats flankiert sind (teilweise können sie auch weitere Gene enthalten), bezeichnet man als DNA-Transposon.